# الرغبة والثمن (فلم)
الرغبة والثمن، هو فيلم مصري من إنتاج عام 1978، بطولة صلاح ذو الفقار وناهد شريف، ومن إخراج يوسف شعبان محمد. الفيلم من أفلام عيد الفطر 1398 هـ.

## القصة
تقع جريمة في بنسيون، تنتقل قوة البوليس من القسم لتجد القتيل في يده خطاب يتضمن دفع عشرة الآف جنيه لامرأة كانت على علاقة به دون أن يذكر اسمها، ويحاول رجال الشرطة فك طلاسم هذا الأمر حيث أنه يطلب فيها أن تسارع إلى الطلاق من زوجها، لكن كل نساء البنسيون متزوجات وبرفقة أزواجهن.

## طاقم العمل
- المخرج: يوسف شعبان محمد
- مساعد مخرج: عاطف الطيب
- قصة: جورج شحادة
- سيناريو وحوار: يوسف شعبان محمد
- مونتاج: عادل منير
- إنتاج: سامر فيلم

## بطولة
- صلاح ذو الفقار
- ناهد شريف
- شكري سرحان
- صفاء أبو السعود
- عمر الحريري
- مريم فخر الدين
- يوسف فخر الدين
- عبد الوارث عسر
- نظيم شعراوي
- رياض يزبك